# 4496 Kamimachi
A 4496 Kamimachi (ideiglenes jelöléssel 1988 XM1) a Naprendszer kisbolygóövében található aszteroida. Tsutomu Seki fedezte fel 1988. december 9-én.